# 卡本縣 (懷俄明州)
卡本縣（英語：Carbon County）是美国怀俄明州南部的一個郡，南鄰科羅拉多州，面積20,627平方公里。根據2020年美國人口普查，卡本縣共有人口14,537人。卡本縣的縣治羅林斯。

## 歷史

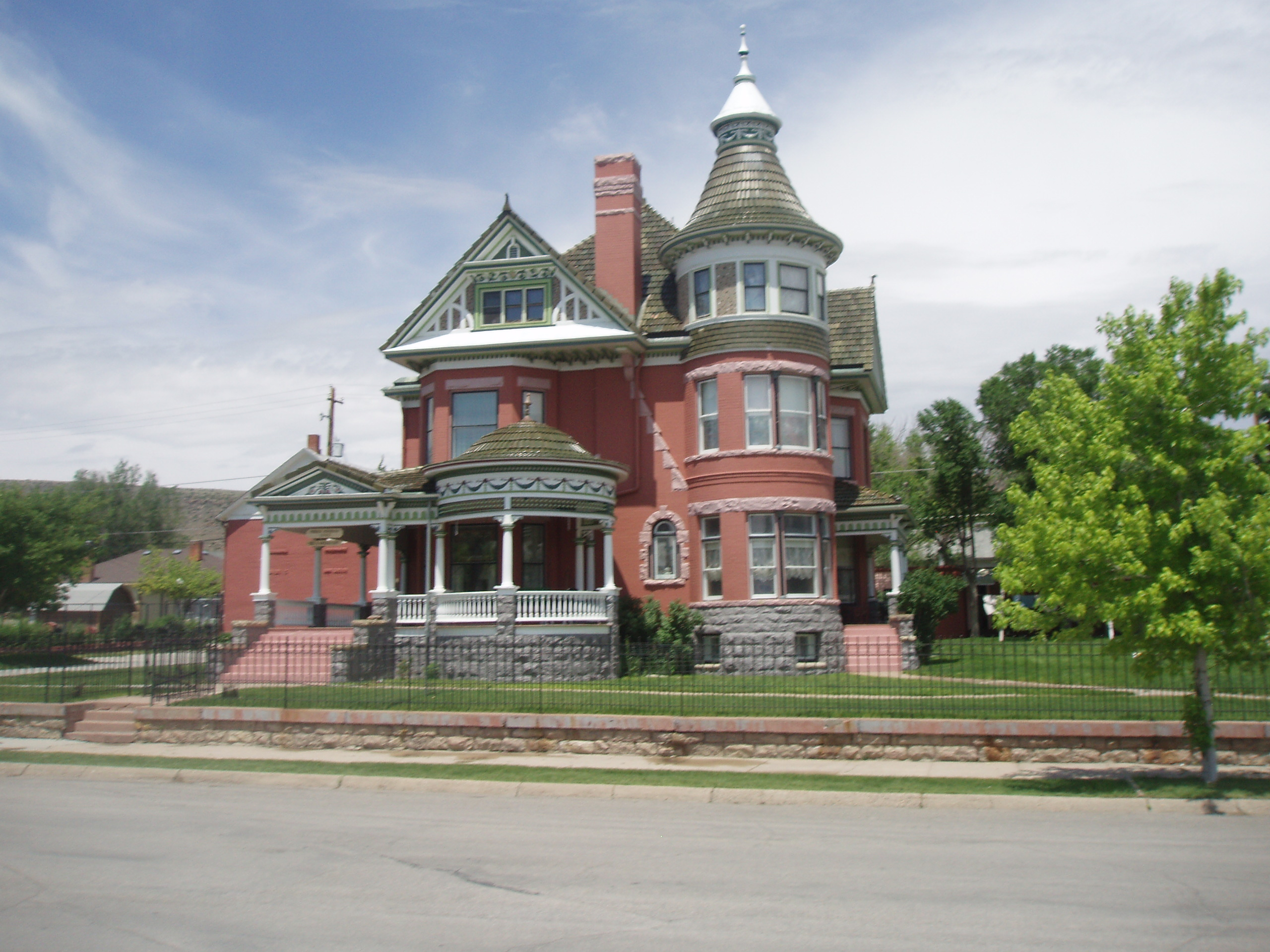
位於羅林斯的喬治費里斯大宅

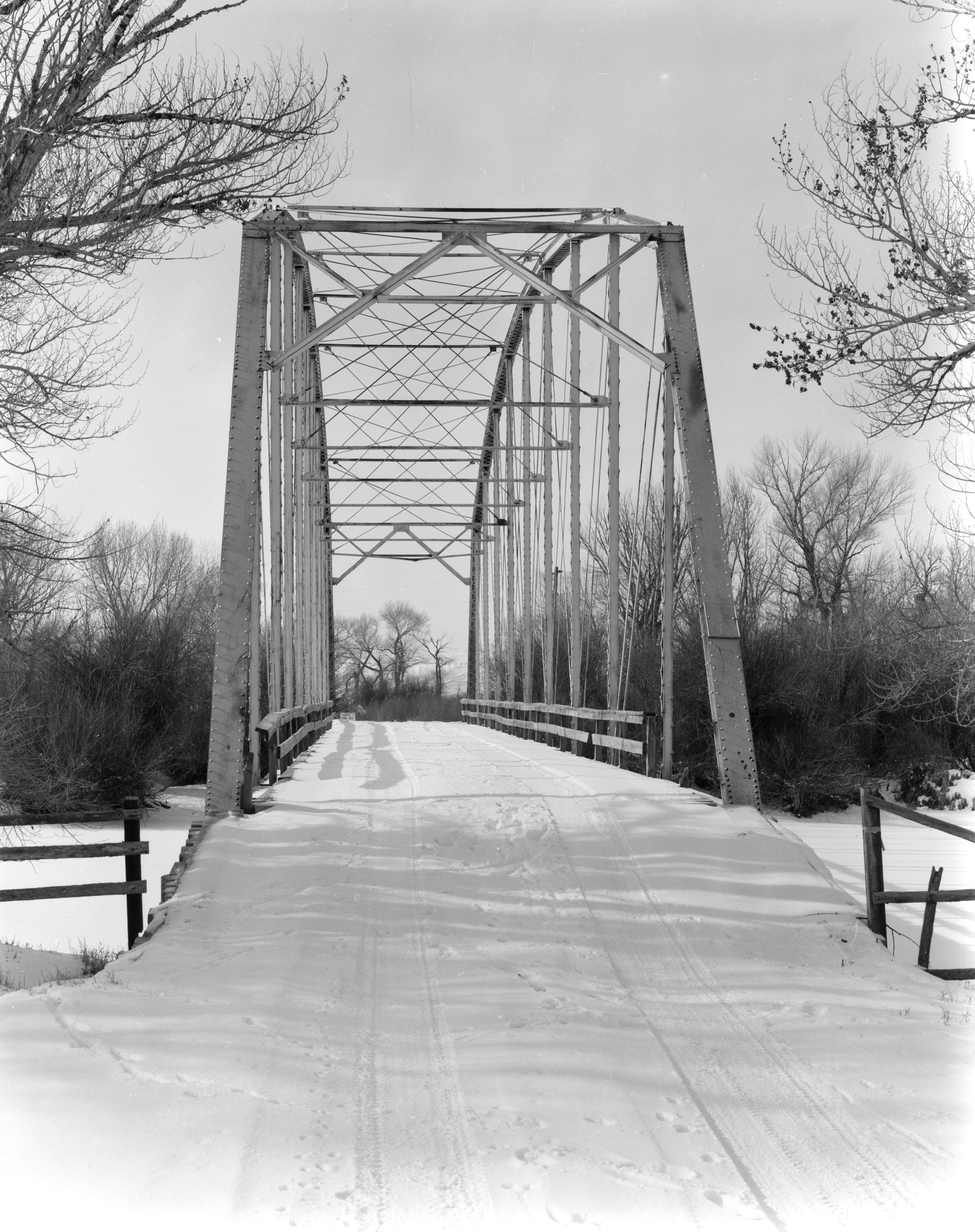
北普拉特河上的選擇橋

卡本縣曾經位於西班牙帝國、墨西哥和德克萨斯共和国的統治下。於1852年，美國吞併了包括卡本縣在內的一大片領土。於1868年12月16日，卡本縣自達科他領地的拉勒米縣獨立。於1869年5月19日，卡本縣成為了懷俄明領地的一個縣份。
於1868年，聯合太平洋鐵路通車，而同時卡本縣的第一個礦坑亦啟用，因此人們便把它命名為卡本縣。縣名是英语「碳」的意思，指的是當地的煤礦。後來，詹森郡和納特羅納縣分別於1875年和1888年自卡本縣獨立。於1911年，卡本縣邊界才變成現今的樣子。

## 地理
根據2000年人口普查，卡本縣的面積為7,964平方英里（20,630平方），其中有7,896平方英里（20,450平方），即99.15%為陸地；68平方英里（180平方），即0.85%為水域。卡本縣既是州中面積第三大的縣份，亦是美國面積第23大縣份。

### 毗鄰縣
- 怀俄明州 斯威特沃特县：西方
- 懷俄明州 弗里蒙特縣：西北方
- 懷俄明州 納特羅納縣：北方
- 懷俄明州 康弗斯縣：東北方
- 懷俄明州 奧爾巴尼縣：東方
- 科羅拉多州 傑克森郡：東南方
- 科羅拉多州 魯特縣：南方
- 科羅拉多州 莫弗特縣：西南方

### 國家保護區
- 梅迪辛博-鲁特国家森林（部分）
- 探路者國家野生動物保護區（英语：Pathfinder National Wildlife Refuge）（部分）

## 人口
| 调查年             | 人口   | 备注 | %±     |
| ------------------ | ------ | ---- | ------ |
| 1870               | 1,368  |      | —      |
| 1880               | 3,438  |      | 151.3% |
| 1890               | 6,857  |      | 99.4%  |
| 1900               | 9,589  |      | 39.8%  |
| 1910               | 11,282 |      | 17.7%  |
| 1920               | 9,525  |      | −15.6% |
| 1930               | 11,391 |      | 19.6%  |
| 1940               | 12,644 |      | 11.0%  |
| 1950               | 15,742 |      | 24.5%  |
| 1960               | 14,937 |      | −5.1%  |
| 1970               | 13,354 |      | −10.6% |
| 1980               | 21,896 |      | 64.0%  |
| 1990               | 16,659 |      | −23.9% |
| 2000               | 15,639 |      | −6.1%  |
| 2010               | 15,885 |      | 1.6%   |
| [ 8 ] [ 9 ] [ 10 ] |        |      |        |

根據2000年人口普查，卡本縣擁有15,639居民、6,129住戶和4,130家庭。其人口密度為每平方英里2居民（每平方公里1居民）。卡本縣的人口是由90.11%白人、0.67%非裔、1.27%原住民、0.67%亞裔、0.06%太平洋岛民、5.17%其他種族和2.05%混血构成。而西班牙裔或拉丁美洲裔佔了人口13.83%。在90.11%白人當中，有20.1%為德裔、11.8%為英裔以及10.0%為愛爾蘭裔。
在6,129住户中，有31.2%擁有一個或以上的兒童（18歲以下）、55.1%為夫妻、8.3%為单亲家庭、32.6%為非家庭、27.5%為獨居、9.6%住戶有同居長者。平均每戶有2.39人，而平均每個家庭則有2.91人。在15,639居民中，有24.1%為18歲以下、8.6%為18至24歲、28.4%為25至44歲、26.7%為45至64歲以及12.3%為65歲以上。人口的年齡中位數為39歲，每100個女性就有115.30個男性。而每100個成年女性（18歲以上）就有118.10個成年男性。
卡本縣的住戶收入中位數為$36,060，而家庭收入中位數則為$41,991。男性的收入中位數為$31,603，而女性的收入中位數則為$21,451。卡本縣的人均收入為$18,375。約9.8%家庭和12.9%人口在貧窮線以下，包括16.6%兒童（18歲以下）及14.8%長者（65歲以上）。